# Thomas R. R. Cobb
Thomas Reade Rootes Cobb (Louisville, 10 aprile 1823 – Fredericksburg, 13 dicembre 1862) è stato un politico e generale statunitense.

## Biografia
Era figlio dei ricchi piantatori georgiani John A. Cobb e Sarah Rootes, e nacque nel 1823 nella piantagione di famiglia di Cherry Hill, presso Louisville. Tra i suoi fratelli maggiori, Howell Cobb divenne uno dei principali politici e statisti americani della prima metà del XIX secolo. Studiò all'Università della Georgia e si laureò in legge nel 1842, venendo subito ammesso all'ordine degli avvocati. Nel 1844 si sposò con Marion Lumpkin, con la quale ebbe sei figli, solo tre dei quali sopravvissero fino all'età adulta; tra loro, la figlia Birdie Cobb sposò l'influente politico Hoke Smith.
Vista l'importanza politica del fratello, tra gli anni 1840 e 1850 fu spesso impegnato a sostenerlo come consigliere politico e aiutante nelle convulse campagne elettorali. Inizialmente si allineò alle idee moderate di Howell, anche se col tempo si spostò sempre più verso il sostegno alla secessione del Profondo Sud. In quegli stessi anni, in collaborazione con la Corte suprema della Georgia, si dedicò a una vasta opera di riordino e codificazione delle leggi statali. Il codice voluto da Cobb, entrato in vigore poco dopo la sua morte, era basato sulla giustezza dello schiavismo e sull'inferiorità intrinseca degli afroamericani.
Dopo l'elezione di Abraham Lincoln nel 1860, Cobb abbandonò le posizioni moderate e assieme al fratello guidò la Georgia verso la secessione. Con lo scoppio della guerra di secessione, fu eletto deputato al Congresso provvisorio confederato, e contribuì alla stesura della Costituzione degli Stati Confederati d'America. Esasperato dal fazionismo sudista, presto perse interesse per la politica confederata e si arruolò nell'esercito confederato, reclutando in Georgia un reggimento da allora noto come "Legione di Cobb". Alla testa della Legione, Cobb combatté col grado di colonnello nei primi grandi scontri della guerra, come le battaglie dei sette giorni, la seconda battaglia di Bull Run e la battaglia di Antietam. Ansioso di avanzare di grado, entrò in contrasto con importanti personalità come Jefferson Davis e Robert E. Lee, ritenendo di essere vittima di invidie e complotti ai suoi danni.
Nell'ottobre 1862 fu infine promosso brigadier generale e gli fu concesso di operare in autonomia con la propria Legione. Tuttavia poco dopo, durante la battaglia di Fredericksburg, rimase mortalmente ferito da un'esplosione causata dall'artiglieria unionista, morendo il 13 dicembre. Fu sepolto nella cripta familiare al cimitero di Oconee Hill ad Athens.